# Grand Prix-wegrace van de Algarve 2021
De Grand Prix-wegrace van de Algarve 2021 was de zeventiende race van het wereldkampioenschap wegrace-seizoen 2021. De race werd verreden op 7 november 2021 op het Autódromo Internacional do Algarve nabij Portimão, Portugal. De race stond oorspronkelijk niet op de kalender, maar werd ingelast nadat vanwege de coronapandemie de Grand Prix van Australië werd afgelast.
Pedro Acosta werd gekroond tot kampioen in de Moto3 met een overwinning in de race. Dit was genoeg om zijn laatste concurrent Dennis Foggia, die in de laatste ronde crashte als gevolg van een mislukte inhaalactie van Darryn Binder, voor te blijven in de stand.

## Uitslag

### MotoGP
De race stond gepland over een lengte van 25 ronden, maar werd twee ronden voor het einde afgebroken vanwege een ongeluk tussen Miguel Oliveira en Iker Lecuona.
| Pos | Nr | Rijder            | Constructeur | Rondes | Tijd      | Grid | Punten |
| --- | -- | ----------------- | ------------ | ------ | --------- | ---- | ------ |
| 1   | 63 | Francesco Bagnaia | Ducati       | 23     | 38:17.720 | 1    | 25     |
| 2   | 36 | Joan Mir          | Suzuki       | 23     | +2.478    | 3    | 20     |
| 3   | 43 | Jack Miller       | Ducati       | 23     | +6.402    | 2    | 16     |
| 4   | 73 | Álex Márquez      | Honda        | 23     | +6.453    | 8    | 13     |
| 5   | 5  | Johann Zarco      | Ducati       | 23     | +7.882    | 5    | 11     |
| 6   | 44 | Pol Espargaró     | Honda        | 23     | +9.573    | 6    | 10     |
| 7   | 89 | Jorge Martín      | Ducati       | 23     | +10.144   | 4    | 9      |
| 8   | 42 | Álex Rins         | Suzuki       | 23     | +10.742   | 11   | 8      |
| 9   | 23 | Enea Bastianini   | Ducati       | 23     | +13.840   | 13   | 7      |
| 10  | 33 | Brad Binder       | KTM          | 23     | +14.487   | 19   | 6      |
| 11  | 30 | Takaaki Nakagami  | Honda        | 23     | +20.912   | 22   | 5      |
| 12  | 10 | Luca Marini       | Ducati       | 23     | +22.450   | 12   | 4      |
| 13  | 46 | Valentino Rossi   | Yamaha       | 23     | +22.752   | 16   | 3      |
| 14  | 4  | Andrea Dovizioso  | Yamaha       | 23     | +26.207   | 21   | 2      |
| 15  | 6  | Stefan Bradl      | Honda        | 23     | +26.284   | 20   | 1      |
| 16  | 12 | Maverick Viñales  | Aprilia      | 23     | +26.828   | 18   |        |
| 17  | 21 | Franco Morbidelli | Yamaha       | 23     | +27.863   | 9    |        |
| DNF | 88 | Miguel Oliveira   | KTM          | 22     | Ongeluk   | 17   |        |
| DNF | 27 | Iker Lecuona      | KTM          | 22     | Ongeluk   | 10   |        |
| DNF | 20 | Fabio Quartararo  | Yamaha       | 20     | Ongeluk   | 7    |        |
| DNF | 41 | Aleix Espargaró   | Aprilia      | 7      | Ongeluk   | 14   |        |
| DNF | 9  | Danilo Petrucci   | KTM          | 0      | Ongeluk   | 15   |        |

### Moto2
Tetsuta Nagashima en Nicolò Bulega werden allebei een positie teruggezet omdat zij in de laatste ronde de baanlimieten hadden overschreden. Barry Baltus kreeg hiervoor drie seconden tijdstraf; de straf viel anders uit omdat hij dit niet in de laatste ronde deed. Somkiat Chantra werd gediskwalificeerd omdat hij terugkeerde op het circuit nadat hij officieel was uitgevallen.
| Pos | Nr | Rijder                | Constructeur | Rondes | Tijd              | Grid | Punten |
| --- | -- | --------------------- | ------------ | ------ | ----------------- | ---- | ------ |
| 1   | 87 | Remy Gardner          | Kalex        | 23     | 39:36.275         | 2    | 25     |
| 2   | 25 | Raúl Fernández        | Kalex        | 23     | +3.014            | 1    | 20     |
| 3   | 22 | Sam Lowes             | Kalex        | 23     | +3.899            | 8    | 16     |
| 4   | 44 | Arón Canet            | Boscoscuro   | 23     | +7.616            | 4    | 13     |
| 5   | 6  | Cameron Beaubier      | Kalex        | 23     | +7.621            | 6    | 11     |
| 6   | 13 | Celestino Vietti      | Kalex        | 23     | +10.021           | 14   | 10     |
| 7   | 9  | Jorge Navarro         | Boscoscuro   | 23     | +10.908           | 10   | 9      |
| 8   | 72 | Marco Bezzecchi       | Kalex        | 23     | +11.586           | 7    | 8      |
| 9   | 37 | Augusto Fernández     | Kalex        | 23     | +13.121           | 5    | 7      |
| 10  | 23 | Marcel Schrötter      | Kalex        | 23     | +13.286           | 15   | 6      |
| 11  | 21 | Fabio Di Giannantonio | Kalex        | 23     | +14.614           | 3    | 5      |
| 12  | 40 | Héctor Garzó          | Kalex        | 23     | +25.538           | 12   | 4      |
| 13  | 62 | Stefano Manzi         | Kalex        | 23     | +26.511           | 17   | 3      |
| 14  | 42 | Marcos Ramírez        | Kalex        | 23     | +27.225           | 13   | 2      |
| 15  | 64 | Bo Bendsneyder        | Kalex        | 23     | +28.345           | 29   | 1      |
| 16  | 54 | Fermín Aldeguer       | Boscoscuro   | 23     | +28.412           | 28   |        |
| 17  | 24 | Simone Corsi          | MV Agusta    | 23     | +32.282           | 21   |        |
| 18  | 55 | Hafizh Syahrin        | NTS          | 23     | +35.387           | 16   |        |
| 19  | 12 | Thomas Lüthi          | Kalex        | 23     | +39.184           | 24   |        |
| 20  | 14 | Tony Arbolino         | Kalex        | 23     | +43.803           | 23   |        |
| 21  | 45 | Tetsuta Nagashima     | Kalex        | 23     | +43.432           | 25   |        |
| 22  | 11 | Nicolò Bulega         | Kalex        | 23     | +43.491           | 27   |        |
| 23  | 70 | Barry Baltus          | NTS          | 23     | +45.847           | 26   |        |
| 24  | 16 | Joe Roberts           | Kalex        | 23     | +54.350           | 22   |        |
| 25  | 74 | Piotr Biesiekirski    | Kalex        | 23     | +1:08.619         | 31   |        |
| DNF | 7  | Lorenzo Baldassarri   | MV Agusta    | 14     | Uitgevallen       | 30   |        |
| DNF | 97 | Xavi Vierge           | Kalex        | 10     | Ongeluk           | 11   |        |
| DNF | 96 | Jake Dixon            | Kalex        | 9      | Ongeluk           | 20   |        |
| DNF | 79 | Ai Ogura              | Kalex        | 2      | Ongeluk           | 9    |        |
| DNF | 75 | Albert Arenas         | Boscoscuro   | 1      | Ongeluk           | 18   |        |
| DSQ | 35 | Somkiat Chantra       | Kalex        | 0      | Gediskwalificeerd | 19   |        |

### Moto3
Darryn Binder werd gediskwalificeerd voor gevaarlijk rijgedrag, nadat hij in de laatste ronde een ongeluk veroorzaakte waardoor Dennis Foggia en Sergio García de race niet konden finishen. Gabriel Rodrigo startte de race niet omdat hij nog te veel last had van een armblessure die hij opliep tijdens de Grand Prix van Aragón.
| Pos | Nr | Rijder             | Constructeur | Rondes | Tijd              | Grid | Punten |
| --- | -- | ------------------ | ------------ | ------ | ----------------- | ---- | ------ |
| 1   | 37 | Pedro Acosta       | KTM          | 21     | 38:04.339         | 14   | 25     |
| 2   | 16 | Andrea Migno       | Honda        | 21     | +0.354            | 16   | 20     |
| 3   | 23 | Niccolò Antonelli  | KTM          | 21     | +0.880            | 8    | 16     |
| 4   | 52 | Jeremy Alcoba      | Honda        | 21     | +1.768            | 11   | 13     |
| 5   | 28 | Izan Guevara       | GasGas       | 21     | +1.839            | 12   | 11     |
| 6   | 71 | Ayumu Sasaki       | KTM          | 21     | +1.874            | 10   | 10     |
| 7   | 55 | Romano Fenati      | Husqvarna    | 21     | +1.972            | 13   | 9      |
| 8   | 43 | Xavier Artigas     | Honda        | 21     | +2.333            | 6    | 8      |
| 9   | 24 | Tatsuki Suzuki     | Honda        | 21     | +3.423            | 18   | 7      |
| 10  | 12 | Filip Salač        | KTM          | 21     | +6.591            | 9    | 6      |
| 11  | 31 | Adrián Fernández   | Husqvarna    | 21     | +6.940            | 3    | 5      |
| 12  | 99 | Carlos Tatay       | KTM          | 21     | +9.392            | 26   | 4      |
| 13  | 96 | Daniel Holgado     | KTM          | 21     | +9.930            | 21   | 3      |
| 14  | 66 | Joel Kelso         | KTM          | 21     | +9.996            | 19   | 2      |
| 15  | 67 | Alberto Surra      | Honda        | 21     | +10.416           | 15   | 1      |
| 16  | 82 | Stefano Nepa       | KTM          | 21     | +11.650           | 22   |        |
| 17  | 20 | Lorenzo Fellon     | Honda        | 21     | +11.695           | 23   |        |
| 18  | 54 | Riccardo Rossi     | KTM          | 21     | +11.736           | 20   |        |
| 19  | 5  | Jaume Masiá        | KTM          | 21     | +13.616           | 5    |        |
| 20  | 92 | Yuki Kunii         | Honda        | 21     | +30.001           | 17   |        |
| 21  | 6  | Ryusei Yamanaka    | KTM          | 21     | +30.183           | 24   |        |
| 22  | 19 | Andi Farid Izdihar | Honda        | 21     | +30.249           | 25   |        |
| NC  | 27 | Kaito Toba         | KTM          | 13     | +8 ronden         | 27   |        |
| DNF | 7  | Dennis Foggia      | Honda        | 20     | Ongeluk           | 4    |        |
| DNF | 11 | Sergio García      | GasGas       | 20     | Ongeluk           | 1    |        |
| DNF | 17 | John McPhee        | Honda        | 4      | Ongeluk           | 2    |        |
| DSQ | 40 | Darryn Binder      | Honda        | 21     | Gediskwalificeerd | 7    |        |
| DNS | 2  | Gabriel Rodrigo    | Honda        | 0      | Blessure          |      |        |

## Tussenstanden na wedstrijd

### MotoGP
| Pos | Nr | Rijder            | Team   | Punten |
| --- | -- | ----------------- | ------ | ------ |
| 1   | 20 | Fabio Quartararo  | Yamaha | 267    |
| 2   | 63 | Francesco Bagnaia | Ducati | 227    |
| 3   | 36 | Joan Mir          | Suzuki | 195    |
| 4   | 43 | Jack Miller       | Ducati | 165    |
| 5   | 5  | Johann Zarco      | Ducati | 163    |

### Moto2
| Pos | Nr | Rijder            | Team  | Punten |
| --- | -- | ----------------- | ----- | ------ |
| 1   | 87 | Remy Gardner      | Kalex | 305    |
| 2   | 25 | Raúl Fernández    | Kalex | 282    |
| 3   | 72 | Marco Bezzecchi   | Kalex | 214    |
| 4   | 22 | Sam Lowes         | Kalex | 181    |
| 5   | 37 | Augusto Fernández | Kalex | 158    |

### Moto3
| Pos | Nr | Rijder        | Team      | Punten |
| --- | -- | ------------- | --------- | ------ |
| 1   | 37 | Pedro Acosta  | KTM       | 259    |
| 2   | 7  | Dennis Foggia | Honda     | 213    |
| 3   | 11 | Sergio García | GasGas    | 168    |
| 4   | 55 | Romano Fenati | Husqvarna | 156    |
| 5   | 5  | Jaume Masiá   | KTM       | 155    |